# Тигерстедт, Роберт
Роберт Адольф Арманд Тигерстедт (швед. Robert Tigerstedt; 28 февраля 1853, Гельсингфорс, Великое княжество Финляндское, Российской империи — 12 февраля 1923, Хельсинки, Финляндия) — финско-шведский учёный-медик, физиолог, редактор, педагог, доктор медицины. Профессор физиологии.

## Биография
Сын профессора истории Императорского Александровского университета Гельсингфорса.
Учился медицине и хирургии в Императорском Александровском университете Гельсингфорса. Защитил докторскую диссертацию под названием «über Mechanische Nervenreizung» («О механическом раздражении нервной системы»). В 1881 году стал ассистентом в физиологической лаборатории в Стокгольме, в 1886 году был назначен профессором физиологии в Каролинском институте в Стокгольме. Перед этим он совершил большую научную поездку по Германии и Франции, учился в лаборатории Карла Людвига. Работая в Каролинском институте вместе со своим учеником Пером Бергманом, открыл ренин
С 1897 года был редактором «Скандинавского архива физиологии», издававшегося в Лейпциге.
Автор многих физиологических работ в различных шведских, немецких и финских журналах, относящихся к физиологии крови, мышц и нервной системы. Также известен как писатель
 и общественный деятель.

## Избранные публикации
- Lehrbuch der Physiologie des Menschen (2 т., 1897—1898; 10-е изд. 1923)
- Physiologische Übungen und Demonstrationen (1913)
- Blodomloppets fysiologi (1889—1890)
- Physiologie des Kreislaufes (1893)
- Hjärnan såsom organ för tanken (1889)
- Grundsatser för utspisningen i allmänna anstalter (1891)
- Föreläsningar i hälsolära (1895).
- Автор учебников.

## Награды
Тигерстедт дважды номинировался на Нобелевскую премию по физиологии и медицине; первый раз в 1919 году за работу по физиологии, конструкции респиратора и исследования питания и ещё раз в 1923 году за «Die Physiologie des Kreislaufes» («Физиология кровообращения»), но каждый раз безуспешно. Тигерстедт был номинирован на премию Шведской академии наук в 1882 и 1889 годах. В 1890 г. стал членом Шведской королевской Академии наук, в 1901 г. — Научного общества в Уппсале, в 1913 г. — Физиографического общества в Лунде. Был почётным доктором медицины и философии, а также членом Финского научного общества (1900) и большого числа других учёных обществ, удостоен ряда научных премий и наград.
- Почётный доктор Гронингенского университета
- Почётный доктор Тартуского университета
- Почётный доктор Хельсинкского университета
- Почётный доктор Университета Осло

Был другом Альфреда Нобеля и после его смерти Каролинский институт попросил Тигерстедта и Карла Мёрнера принять условия завещания Нобеля. В 1901 году Тигерстедт был выбран в один из комитетов по нобелевской премии. Зная о работах И. П. Павлова предложил на присудить тому нобелевскую премию. Поскольку Тигерстедт говорил по-русски, он и Дж. Э. Йоханнсон, профессор экспериментальной физиологии Каролинского университета, были отправлены в Петербург, где посетили Павлова и его лабораторию. Это укрепило то, что должно было стать долгой дружбой между ним и Павловым. Тигерстедт снова выдвинул Павлова на Нобелевскую премию в 1904 году — на этот раз выдвижение Павлова было успешным, и он получил Нобелевскую премию по физиологии и медицине.